# Monte Vidon Combatte
Monte Vidon Combatte – miejscowość i gmina we Włoszech, w regionie Marche, w prowincji Fermo.
Według danych na styczeń 2009 gminę zamieszkiwało 487 osób przy gęstości zaludnienia 44,6 os./1 km².